# Rhytidosporum
Rhytidosporum, rod biljaka iz porodice pitosporovki, dio reda celerolike.
Sastoji se od 5 vrsta manjeg bilja i grmova iz Australije i Tasmanije

## Opis
To su mali uspravni do polegnuti grmovi. Listovi naizmjenični, rubovi cjeloviti ili vršno nazubljeni. Cvjetovi aksilarni ili završni, na peteljci, pojedinačni ili nekoliko u gronji. Čašice slobodne. Latice lancetaste ili linearne, slobodne većim dijelom ili cijelom svojom dužinom, uzlazne do zakrivljene u gornjoj polovici. Prašnici slobodni; prašnici kraći od niti. Jajnik sjedeći, goli. Plod suha, dehiscentna čahura, jajolika ili kratko cilindrična, stisnuta, 2- ili 3-lokularna, lokulicidno dehiscentna; sjemenki nekoliko.

## Vrste
1. Rhytidosporum alpinum McGill.
2. Rhytidosporum diosmoides (Putt.) L.W.Cayzer, Crisp & I.Telford
3. Rhytidosporum inconspicuum L.W.Cayzer, Crisp & I.Telford
4. Rhytidosporum procumbens (Hook.) F.Muell.
5. Rhytidosporum prostratum McGill.